# University of Nevada, Las Vegas Women's Volleyball
La University of Nevada, Las Vegas Women's Volleyball è la squadra di pallavolo femminile appartenente alla University of Nevada, Las Vegas, con sede a Las Vegas (Nevada): milita nella Mountain West Conference della NCAA Division I.

## Storia
La squadra di pallavolo femminile della University of Nevada, Las Vegas viene fondata nel 1978: si affilia per la prima volta a una conference nel 1984, quando aderisce alla Pacific Coast Athletic Association, oggi nota come Big West Conference, dove gioca solo per un biennio, fino alla chiusura del programma.
Nel 1996 le Rebels riprendono le attività nella Western Athletic Conference, dove giocano per un triennio, prima di passare alla Mountain West Conference: si aggiudicano due titoli di conference e raccolgono qualche partecipazione al torneo di NCAA Division I, senza mai superare il secondo turno; si aggiudicano inoltre il National Invitational Volleyball Championship 2021.

## Palmarès
- NIVC: 1

2021

## Record
| Piazzamento          |   | Edizione                               |
| -------------------- | - | -------------------------------------- |
| Tornei NCAA          | 4 | Secondo turno: 2 2016, 2020            |
| Tornei NCAA          | 4 | Primo turno: 2 2007, 2022              |
| Titoli di conference | 2 | Mountain West Conference: 1 2007, 2020 |

## Conference
- Big West Conference[2]: 1984-1985
- Western Athletic Conference: 1996-1998
- Mountain West Conference: 1999-

## Allenatori
- Matti Smith: 1978
- Gena Borda: 1979-1980
- Karen Lamb: 1984-1985
- Deitre Collins: 1996-2003
- Allison Keeley: 2004-2010
- Cindy Fredrick: 2011-2017
- Dawn Sullivan: 2018-